# Фалака

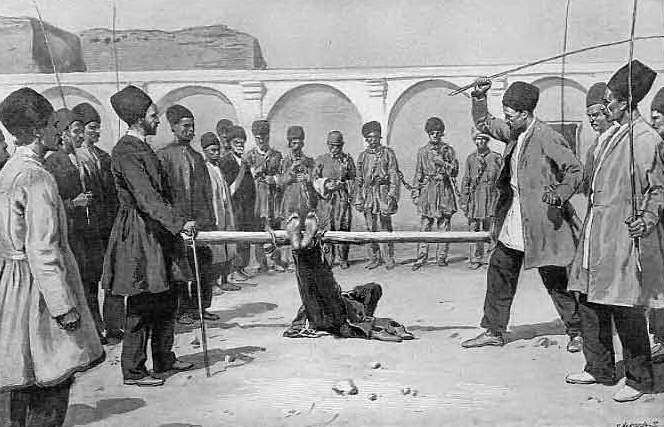
Наказание фалакой в Персии (рис. Frank Dadd, 1905)

Фалака (перс. فلک‎ — фэлек, тур. falaka) — орудие для наказания ударами по босым подошвам ног, традиционное для мусульманского Ближнего Востока и Северной Африки. Наказание фалакой широко применялось в Иране и Османской империи по отношению к преступникам, должникам, провинившимся детям, женщинам и подмастерьям, а также в армии у янычар. За XX век фалака как инструмент наказания почти утратила традиционное использование и сохранилась в качестве незаконного метода допроса — битья по стопам ног.
Первые упоминания о наказании фалакой в арабском мире появляются в X веке, в частности, в Северной Африке наказание фалакой стало традиционным для мусульманских школ — мектебов. Согласно персидским источникам, фалака была принесена в Персию монголами в XIV веке. Европейцам стало известно о фалаке по османскому законодательному кодексу с XVI века. Предположительно, название пытки происходит от арабского слова falak, filak — «раскалывать, расщеплять».
Фалака представляет собой орудие, состоящее из деревянного шеста, примерно 1—3 метра длиной, и протянутой вдоль него верёвки. Отверстия для её крепления расположены по краям, или посередине, на расстоянии 20—30 сантиметров. Функционально фалака выполняет роль колодок, в которых закрепляют и подвешивают ноги наказываемого. Наказание фалакой имеет черты ритуализованного действия.
Чтобы держать фалаку, требуется два человека. Для начала экзекуции ноги приговорённого, который лежит на земле, вдевают в фалаку между верёвкой и шестом, или заставляют вправить ноги самостоятельно. Шест несколько раз поворачивают вокруг своей оси, тем самым натягивая верёвку, которая собирает стопы ближе друг к другу и фиксирует их в петле, не дающей им хода назад. Наконец, фалаку с закреплёнными в ней ногами приподнимают, чтобы другой человек мог наносить по выставленным подошвам удары палкой или другим похожим средством. Палкой подошвы традиционно бьют в Турции, розгой секут в Персии, стегают ремнём из носорожьей кожи (koorbash) в Египте.
В качестве розг используются прутья ивы, тополя, гранатового дерева, примерно 2 метра в длину, не толще большого пальца. Поскольку прутья ломаются от ударов, в экзекуции может быть задействован ещё один человек, подающий свежие розги. В зависимости от типа, прутья могут ломаться сразу при первом ударе; иногда для каждого удара используют новый прут. Наносить удары по стопам могут несколько человек, что типично для Персии.

## Традиционное использование
В странах Ближнего Востока наказания приводились в исполнение без суда на месте преступления или по сумме провинностей по приказу представителей властей. В Османской империи, главным образом в Стамбуле, по которому нередко проводил рейды великий визирь, наказание фалакой производилось его охранниками из корпуса янычар. Известно, что специализированные на фалаке охранники имели отличную от других одежду и назывались фалакаджи, всего в охране визирей их было по пять. Костюм фалакаджи регулировался, как и у других военных должностей. Например, в XVII веке фалакаджи были одеты в короткий турецкий кафтан, подпоясанный красным поясом, красные штаны, белые носки и жёлтые ботинки. В описании костюма XIX века перечисляются белая чалма, зелёный киртл, красные турецкие штаны длиною до колен и жёлтые сапоги. Должность фалакаджи дожила вплоть до реформы османской армии 1826 года.

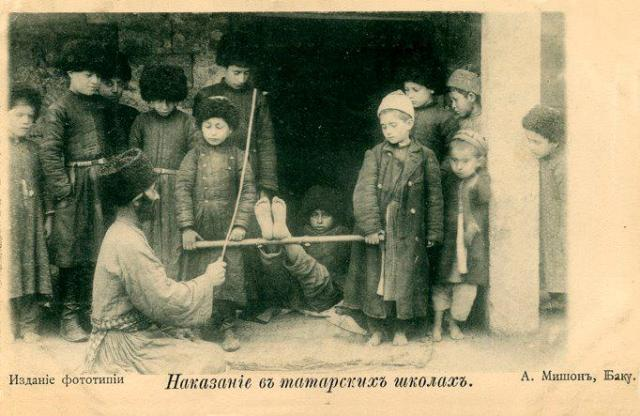
Наказание в «татарской» (азербайджанской) школе в Баку. Фотография А. Мишона (1896)

В школах-мектебах допустивший ошибку или невыучивший урок мальчик по велению учителя должен был вправить свои ступни в фалаку. Двое учеников, обычно помощники учителя из старших, приподнимали фалаку, и учитель бил вздёрнутые кверху подошвы провинившегося ученика палкой или специальным хлыстом с ремнём на конце (shallaq). Порой родители сами обращались к учителю с просьбой «воспитать» их дитя фалакой. В некоторых школах существовало правило: получивший свою порцию, обливаясь слезами, держит ноги следующей жертвы. Это было не только обязанностью, но и своеобразным поощрением — становясь соучастником экзекуции, ребёнок понемногу забывал о своей боли. Узбекский и советский математик Т. Н. Кары-Ниязов, описывая обучение в туркестанских мектебах, признался, что ещё в 1912 году испытал этот инструмент, после чего в течение некоторого времени совершенно не мог ходить. В. Стамбулов, сотрудник советского посольства в Турции, в биографическом романе о писателе Намыке Кемале отметил, что «Розги, неизменная „фалака“, висевшая в старое время на стене классной комнаты в каждой турецкой школе, считались испытанным средством для вколачивания в головы детей сухой и трудной мусульманской премудрости». В советском издании «История просвещения в Турции» 1965 года утверждается, что традиционная фалака перешла в новую турецкую школу, где инструкция определяет размеры палок и породу дерева, из которого их изготавливают.
В иранских мектебах фалака применялась вплоть до последнего правящего Каджара, а также в современных школах в период правления Реза Пехлеви (1925—1941).

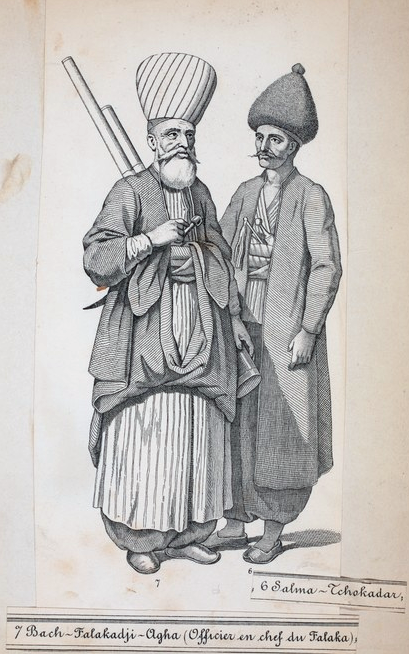
Фалакаджи (рисунок из коллекции Vinkhuijzen, H.J., 1828)

В Османской империи фалака — обычное наказание за небольшие провинности вроде мелких краж, пьянства, уклонения от налогов и дисциплинарная мера у янычар. Закон исключал применение фалаки для высших и средних сословий свободных людей, предписывая её четвёртому, самому низшему слою общества — райятам, однако на практике такое разделение соблюдалось нестрого. В целом, у людей с деньгами всегда имелась возможность спасти свои ступни от фалаки. Число ударов, согласно изначальному закону, не могло превышать 39 ударов, однако позже оно было поднято до 75. На практике в порыве гнева турки часто уже не принимали это в расчёт, и удары сыпались до тех пор, пока не устанет рука, превращая подошвы ног в желеобразную массу. В отличие от османов, в Персии фалака являлась общепринятым и универсальным наказанием для всех слоёв общества от визирей и министров до простого люда, так что для фалаки даже появилась идиома «есть палки». В Персии шах нередко наказывал своих министров, офицеров фалакой, которую приводили в исполнение у него перед глазами дворцовые слуги — фарраши, основной обязанностью которых являлось выбивание ковров. Фалака полагалась за небольшие провинности детям и использовалась для получения признаний «виновных». Для битья использовались розги примерно 1,8 метра длиной. Утверждается, что почти каждый иранец на дворе держал наготове фалаку и связку розг, заботясь о том, чтобы они не засыхали и преждевременно не ломались.
У европейских современников имелись различные сведения относительно суровости этого наказания. Например The English Cyclopaedia 1866 года сообщает, что фалака представляет собой крайне болезненное наказание, и для лечения причинённых ею ран иногда требуется удалять куски повреждённой плоти. Известны случаи, когда людей приговаривали к нескольким сотням ударов, и случаи, когда об ноги ломалось по несколько сотен ивовых прутьев. До нанесения всех ударов нередко кто-то вступается за несчастного. В литературе есть примеры указаний бить, «пока ногти не выпадут из ступней», а также утверждения о смертельных исходах от фалаки. К противоположным свидетельствам можно отнести книгу английского путешественника и бизнесмена С. Дж. Уиллса, где он, сообщая о широком использовании фалаки в Персии, при этом отмечает, что за свои 20 лет жизни в этой стране ему не приходилось слышать о смертях от фалаки. Сообщается также, что если обвиняемому предоставлялась возможность выбора между штрафом и наказанием фалакой, то он скорее выбирал последнее. Джеймс Ричардсон, английский путешественник и исследователь Сахары, также писал, что фалака оставляет на подошвах лишь небольшие царапины и отметины, и что кровотечений от фалаки за свою жизнь в Тунисе он ни разу не наблюдал. Различные путешественники в отношении фалаки сходятся во мнении о «крепких как кожа носорога», «железных» подошвах простого иранского, арабского, турецкого люда, воспитанных босым хождением, о которые за обычную фалаку могут быть сломаны по 50 прутьев. Путешественник Томас Стивенс отмечает, что даже при таком наказании последующее прихрамывание выглядит как-то неественно и преувеличенно. Начиная с XIX века, фалака в Турции стала применяться как метод допроса, при котором, по свидетельствам европейцев, допрашиваемым могли наносить от 200 до 800 ударов каждому, а потом ошпаривать подошвы кипятком.

## Фалака в литературе и кинематографе
В турецкой литературе наказанию фалакой в школе посвящены романы Ахмета Расима (биографический) и Омера Сейфеддина. Сцены фалаки можно встретить в романе Решата Нури Гюнтекина «Клеймо» и в автобиографическом произведении Муаллима Наджи. Эпизод наказания фалакой есть в постановке «Визирь ленкоранского ханства» азербайджанского писателя Мирзы Фатали Ахундова, в азербайджанском фильме «Кура неукротимая» и в американском фильме «Полуночный экспресс». Сцены фалаки — популярный атрибут турецких художественных фильмов, повествующих об османской эпохе, реже о более позднем времени.
Упоминания фалаки имеются в русской справочной литературе XIX века, например в Сравнительном словаре русско-татарских наречий Лазаря Будагова, в толковом словаре А. Д. Михельсона, «Сборнике материалов для описания местностей и племён Кавказа», Энциклопедическом лексиконе. Фалака упоминается в художественной и публицистической литературе, в частности, в статье В. Г. Белинского «Россия до Петра Великого» (1841—1842), где она определена как «батоги, которыми в Турции и других мусульманских странах били по пятам»; в «Турецком суде» (1824) В. Т. Нарежного фалака — это «деревянное орудие, в которое вправляют ноги преступника, для наказания его по подошвам или палками или воловьими жилами»; а также в стихотворении А. С. Пушкина «Видение короля», где использовано слово «фаланга» и пояснено в примечании как «палочные удары по пятам».
- Фалака упоминается в турецком сериале «Великолепный век»
- Поэма американского поэта Ричарда Гриффина «The Bastinado» рассказывает о маленькой девочке из гарема и могучем Турке-палаче, который по велению жены султана наказывает её за надуманные провинности. Отрывок:

The girlie closes both her eyes,

Utters a prayer — Oh, how she sighs.

Awaiting the first smarting sting

Upon her pink, bare feet — poor thing!

Poor wounded bird with broken wing.

The wicked Whipper whirls the whip

With spiteful crack, with vicious clip

He whips the naked feet — Oh, my!

Poor little girlie, hear her cry.
— Richard Griffin, «Fresh Bugs», Braunworth & co. (Brooklyn), 1919.

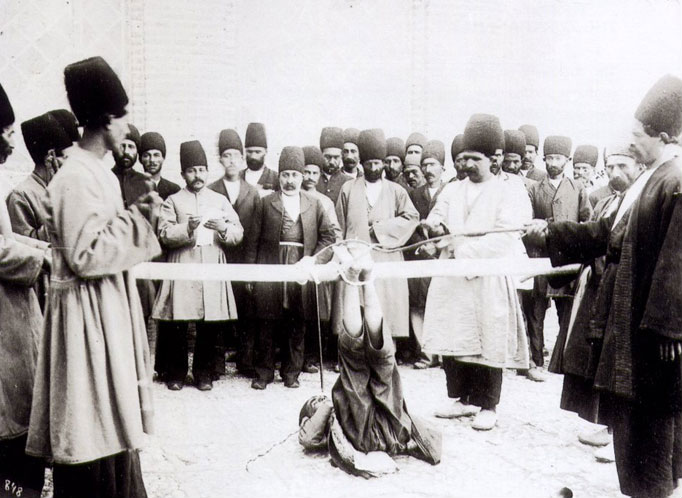
Наказание фалакой в Иране. Фотогр. Antoin Sevruguin
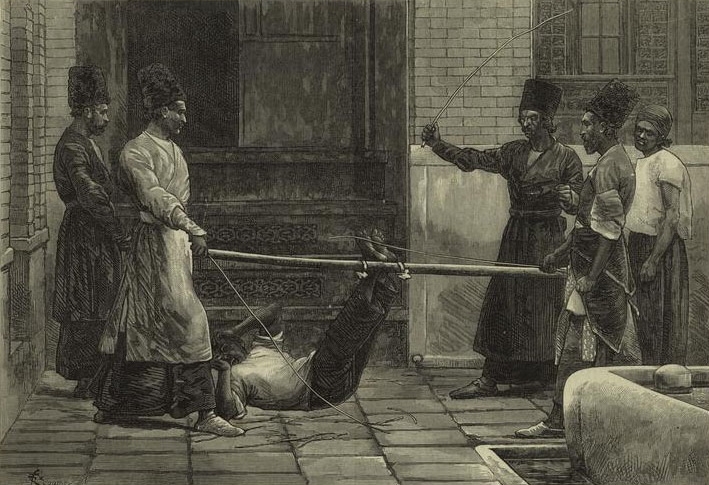
Рис. Régamey Félix, 1872
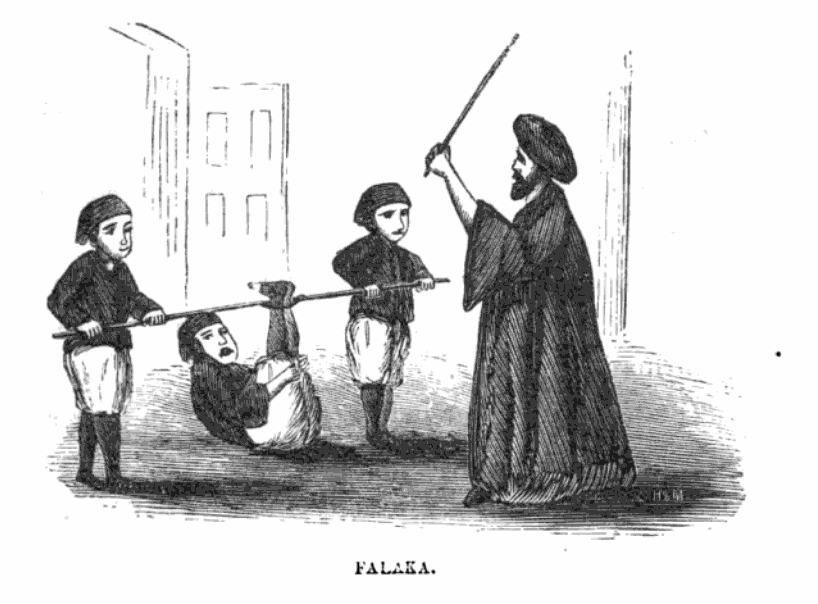
Наказание фалакой в мектебе, XIX век
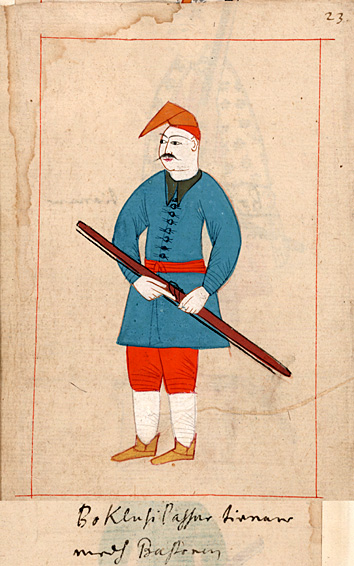
Слуга-фалакаджи, XVII век

## Современное использование

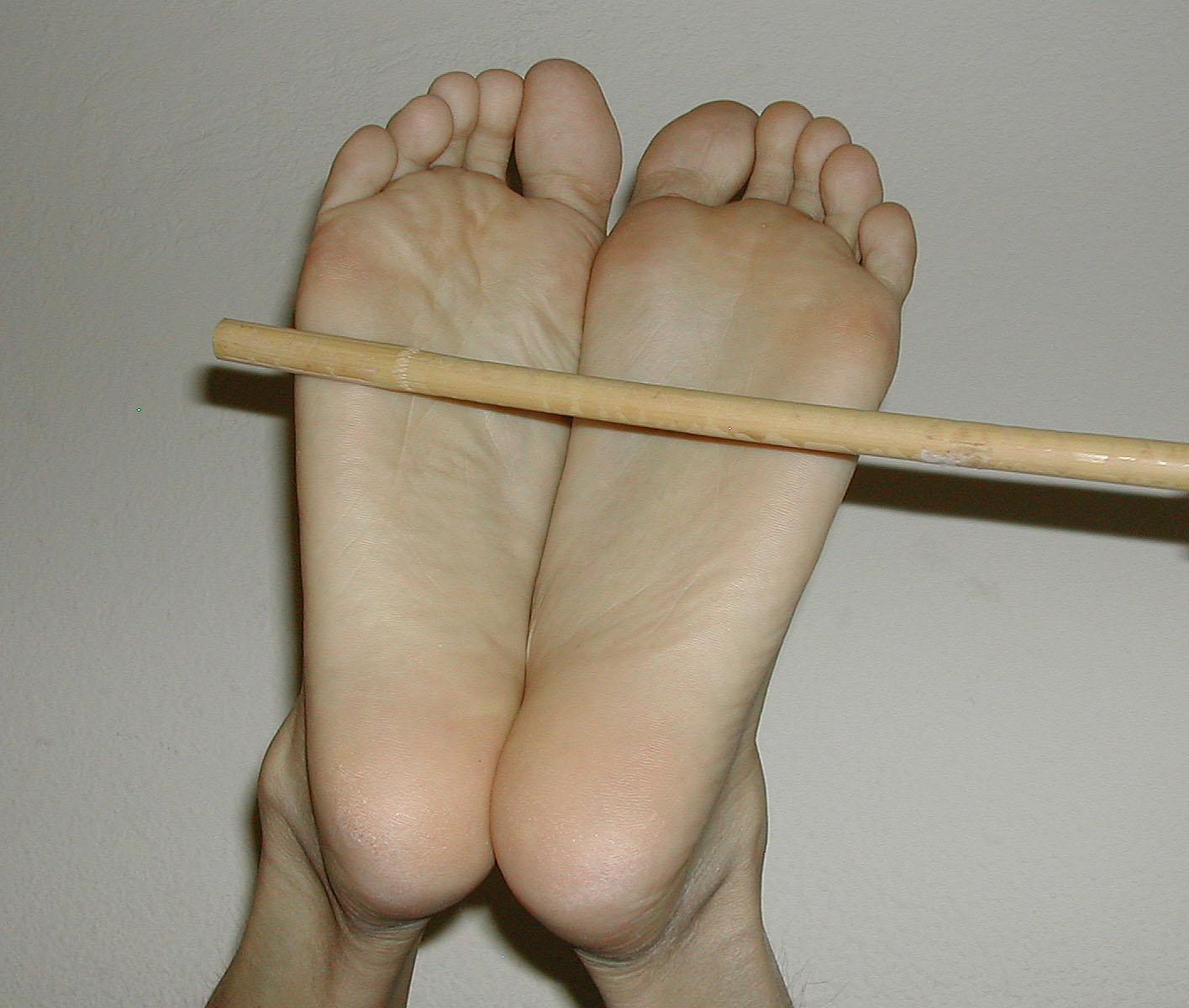
Битьё по стопам используется в качестве сексуальной футфетиш-BDSM-практики.

Современная практика использования фалаки соотносится с мусульманскими странами и связана с историческими традициями в Персии и на Аравийском полуострове, позже перенятыми в Османской империи. Фалака как метод пыток используется в странах Ближнего Востока, Иране и Индийском регионе. При этом стопы могут закреплять не в фалаке, а инструментами для нанесения ударов могут служить любые подручные средства от проводов до полицейских дубинок.
По данным исследования за 2009 год, 84 % пациентов, ранее подвергнутых фалаке, имеют видимые внешние знаки в виде шрамов и пигментации подошв, неравномерностях в жировой ткани переднего отдела стопы, пятки и в подошвенных связках. Также следами применения фалаки может быть необычная мягкость подушечки стопы и подошвенного апоневроза при их ощупывании, а также боль при надавливании на пятку. Фалаку как удары по стопам ног применяют при допросах, когда следы пыток нужно скрыть.
Также для скрытия следов пыток стопы после фалаки могут погружать в лёд. Для смягчения кожи перед фалакой подошвы смачивают водой.
Сцены фалаки как метода полицейской пытки, а также дисциплинарного наказания заключённых в тюрьме в Турции 1970-х годов показаны в художественном фильме «Полуночный экспресс».
В Ираке Удей Хусейн, сын Саддама Хусейна, любил лично наказывать фалакой.
В настоящее время битьё по стопам также используется в качестве сексуальной футфетиш-BDSM-практики под названием бастинадо.